# Metodo jackknife
Il metodo jackknife è una procedura di ricampionamento utilizzata in statistica per stimare l'errore standard di una grandezza.
L'idea fondamentale dietro il metodo jackknife sta nel ricalcolare più volte la grandezza statistica stimata lasciando fuori dal campione una osservazione alla volta. Il ricalcolo si effettua a partire da questo nuovo insieme (il campione privato di una osservazione).
Dato un campione {\displaystyle {\mathcal {O}}=(O_{1},\dots ,O_{n})} possiamo calcolare l'{\displaystyle i}-esimo bin "jackknife" eliminando l'i-esimo campione, quindi:
{\displaystyle {\mathcal {O}}_{k}={\dfrac {1}{n-1}}\sum _{i\neq k}O_{i}={\dfrac {1}{n-1}}\left(n\langle {\mathcal {O}}\rangle -O_{k}\right)}
Lo stimatore della media {\displaystyle {\hat {\theta }}=f({\mathcal {O}})} si calcola come:
{\displaystyle \langle \theta \rangle _{jack}=f(\langle {\mathcal {O}}\rangle )}
dove {\displaystyle \langle {\mathcal {O}}\rangle } è la media data da:
{\displaystyle \langle {\mathcal {O}}\rangle ={\dfrac {1}{n}}\sum _{i}O_{i}}
La {\displaystyle i}-esima stima jackknife dello stimatore {\displaystyle {\hat {\theta }}=f({\mathcal {O}})} è data da:
{\displaystyle \theta _{k}=f({\mathcal {O}}_{k})}
così otteniamo {\displaystyle n} stime jackknife {\displaystyle i=1,\dots ,n}.
La deviazione standard si calcola nel modo seguente:
{\displaystyle {\sigma }_{jack}^{2}=\left({\dfrac {n-1}{n}}\right)\sum _{i=1}^{n}\left(\langle \theta \rangle _{jack}-\theta _{i}\right)^{2}}
Nel caso della media possiamo osservare che:
{\displaystyle \langle {\mathcal {O}}\rangle _{jack}={\dfrac {1}{n}}\sum _{i}{\mathcal {O}}_{i}={\dfrac {1}{n}}\sum _{i}{\dfrac {1}{n-1}}\left(n\langle {\mathcal {O}}\rangle -O_{i}\right)={\dfrac {1}{n-1}}\sum _{i}\langle {\mathcal {O}}\rangle -{\dfrac {1}{n-1}}\left({\dfrac {1}{n}}\sum _{i}O_{i}\right)={\dfrac {n}{n-1}}\langle {\mathcal {O}}\rangle -{\dfrac {1}{n-1}}\langle {\mathcal {O}}\rangle =\langle {\mathcal {O}}\rangle }
Questo metodo permette di calcolare la deviazione standard di valori correlati usando la formula precedente che è semplice e simile alla formula per la deviazione standard di osservazioni non correlate.